# Hancockia (zoologia)
Hancockia Gosse, 1877 è un genere di molluschi nudibranchi, unico genere della famiglia Hancockiidae MacFarland, 1923.

## Tassonomia
Comprende le seguenti specie:
- Hancockia burni T.E. Thompson, 1972
- Hancockia californica MacFarland, 1923
- Hancockia papillata (O'Donoghue, 1932)
- Hancockia ryrca Er. Marcus, 1957
- Hancockia schoeferti Schrödl, 1999
- Hancockia uncinata (Hesse, 1872)